# كامبيوني ديتاليا
كامبيوني ديتاليا (بالإيطالية Campione d'Italia ) هي بلدة بمقاطعة كومو في منطقة
لومبارديا ويسكنها حوالي 2300 نسمة. تقع على شاطئ الجنوب الشرقي لبحيرة لوغانو على شريط ضيق من الأراضي الإيطالية محاطة بسويسرا والتي تفتخر بروعة التاريخ والتقاليد الفنية. البلدة جيبا شبه منفصل داخل كانتون تيسينو السويسري، وبذلك لا يفصلها عن بقية إيطاليا إلا بحيرة لوغانو والجبال.

المكتنف تبعد أقل من 1 كم من أقرب نقطة عن بقية إيطاليا، لكن وعورة المنطقة الجبلية تتطلب رحلة بالطريق على ما يزيد من 14 كم للوصول إلى لانزو دينتلفي [الإنجليزية] وهي أقرب بلدة إيطالية، وما يزيد على 28 كم للوصول لمدينة كومو.

## السكان
في سنة 1861 بلغ عدد السكان 311 نسمة، وتطور العدد ليصل في سنة 2011 لـ 2٬158 نسمة.
يظهر هذا المخطط البياني تطور النمو السكاني لـ كامبيوني ديتاليا

## التاريخ
المستوطنات الأولى في تاريخ المنطقة يعود إلى القرن الأول قبل الميلاد، عندما أسس الرومان مدينة كامبيلونوم حامية لحماية أراضيها من الغزو الهيلفيتي.

ظهرت أهمية البلدة بعدما اختارت تيسان أن تصبح جزءا من الاتحاد السويسري في عام 1798 م، والناس في كمبيوني اختاروا أن تظل جزءا من مدينة لومبارديا، التي أصبحت فيما بعد جزءا من إيطاليا في عام 1859 م. وهناك توضيح آخر حيث أن أراضي ما هو كمبيوني المعاصرة والتي كانت تخضع لسيطرة رجل تنازل عن هذه الأرض لكنيسة سان أمبروجيو في ميلانو سنة 787 م كرمز مميز للتقدير على مهارة حرفيي ميلانو. ديتاليا أضيفت إلى التسمية تحت رئيس الوزراء بينيتو موسوليني الذي كان حريصا على عرض كمبيوني لجيرانها.
وفي أثناء الحرب العالمية الثانية، كان قد حافظ مكتب الولايات المتحدة للخدمات الاستراتيجية والذي كان يعرف به حينها قبل وكالة المخابرات المركزية على وحدة في كمبيوني وتم استخدامها لعمليات في إيطاليا في الوقت الذي لم يكن فيه مؤيدوا النظام الإيطالي النازي يسيطرون على المكتنف. وكانت سويسرا تغض الطرف عن الحالة ما دام الأميركيون يعملون بالخفاء. صدرت خلال هذه الفترة طوابع بريدية باسم إدراج منفصل «كمبيوني ديتاليا» وتقيم بالفرنك السويسري.

## الاقتصاد والإدارة
يتمثل الاقتصاد في كمبيوني على كمية كبيرة من التكامل الاقتصادي والإداري مع سويسرا. ونظرا لذلك الوضع الخاص فإن العملة الرسمية في البلدة هي الفرنك السويسري لكن أيضا اليورو مقبول على نطاق واسع؛ والمواطنين الإيطاليين الذين يقيمون في كمبيوني يجب أن يتقيدوا بالقانون السويسري فيما يتعلق بالرسوم الجمركية. لوحات السيارات حاليا سويسرية وليست إيطالية. وبالمثل، فإن نظام الهاتف يدار كلياً تقريبا من قبل المشغل سويسكوم، بمعنى أن المكالمات التي تطلب من داخل إيطاليا وجميع البلدان الأخرى خارج سويسرا يتطلب منهم استخدام رمز الاتصال الدولي لسويسرا (41 +) ورمز منطقة تيسان (91). وقد يتم إرسال البريد إما باستخدام الرمز البريدي السويسري أو الإيطالي باستخدام سويسرا أو إيطاليا على التوالي كبلد المقصد .
وللإيطاليين الذين يقيمون في كمبيوني أيضا الاستفادة من العديد من الخدمات والمرافق الموجودة في الأراضي السويسرية، مثل الرعاية الصحية في المستشفيات عملا بالاتفاقات الثنائية، وأن خلاف ذلك ستكون متاحة فقط للمقيمين في سويسرا.
أيضا كمبيوني معفاه من ضريبة الاتحاد الأوروبي [الإنجليزية] مثل مدينة ليفنو الإيطالية. فتستفيد كمبيوني من مركزها بتشغيل كازينو شهير، فقوانين القمار المطبق بكازينو كمبيوني أقل صرامة من التي في إيطاليا وسويسرا.

## الفن
كنيسة سان زينو [الإيطالية]، تأسست من قبل الأسرة توتون؛ أعيد بناؤها في القرن الرابع عشر، حولت وفقا للأسلوب الباروكي في القرن الثامن عشر و تستخدم منذ عام 1967 للعروض الفنية.